# ファンキー (ジーン・アモンズのアルバム)
『ファンキー』（Funky）は、ジャズ・サックス奏者のジーン・アモンズが1957年に録音し、プレスティッジ・レコードからリリースしたアルバム。

## 評価
Allmusicのレビューを書いたスコット・ヤナウは、星4つとし、「ジーン・アモンズのオールスター編成のジャム・セッションによる1950年代の録音はいずれも素晴らしく楽しいが、本作もその例外ではない ... アモンズは、一連のソウルフルなバップ・ジャムで、サイドメンたちに素晴らしいインスピレーションを与えている」と評した
| 専門評論家によるレビュー | 専門評論家によるレビュー |
| レビュー・スコア         | レビュー・スコア         |
| 出典                     | 評価                     |
| ------------------------ | ------------------------ |
| Allmusic                 | [ 2 ]                    |

## トラック・リスティング
1. ファンキー "Funky"（ケニー・バレル）- 9:01
2. パイント・サイズ "Pint Size"（ジミー・マンディ） - 12:23
3. 星影のステラ "Stella by Starlight"（ネッド・ワシントン（英語版）、ヴィクター・ヤング） - 8:57
4. キング・サイズ "King Size" （ジミー・マンディ） - 9:16

## パーソネル
- ジーン・アモンズ - テナー・サックス
- アート・ファーマー - トランペット
- ジャッキー・マクリーン - アルト・サックス
- マル・ウォルドロン - ピアノ
- ケニー・バレル - ギター
- ダグ・ワトキンス（英語版） - ダブルベース
- アート・テイラー - ドラムス